# Alexandre Vilalta i Faura
Alexandre Vilalta i Faura (Barcelona, 29 de novembre del 1905 – Torreón (Mèxic), 24 de maig del 1984) va ser un gran pianista català, que s'exilià durant la guerra civil espanyola i que morí establert a Mèxic.

## Biografia
Rebé les primeres lliçons de música del seu pare, Emili Vilalta i Vila, un destacat pianista deixeble d'Isaac Albéniz. Debutà als sis anys amb un recital privat a casa d'Apel·les Mestres i un dels assistents, Carles Gumersind Vidiella, s'oferí a fer-li classes gratuïtament; aquestes lliçons, però s'interromperen perquè el mestre Vidiella morí al cap de quatre anys. Es va matricular a l'Escola Municipal de Música de Barcelona i hi estudià amb l'eminent professor Carles Pellicer, amb qui acabà la carrera als 14 anys amb les màximes qualificacions. Posteriorment amplià la seva formació a l'"Acadèmia Marshall", d'on en sortí fet un virtuós pianista; i només amb 20 anys ja va ser contractat per acompanyar el violinista Joan Manén en una gira de 60 concerts per Espanya. Participà en grans concerts simfònics dirigit per figures com Ígor Stravinski, Pau Casals i [Ricard?] Lamote de Grignon, i acompanyà artistes d'anomenada com Fritz Kreisler, Maurice Merechal, Pierre Fournier, Gaspar Cassadó, Francesc Costa; els concerts del tàndem Costa-Vilalta, especialment, arribaren a ser una institució barcelonina. En els anys 30, Alexandre Vilalta tenia una acadèmia de música a Barcelona.
Durant la guerra civil espanyola va ser designat per la Generalitat de Catalunya representant de la cultura catalana en una sèrie de concerts a Anglaterra, Bèlgica, Holanda i França, un dels quals se celebrà durant l'Exposició Internacional de París del 1937 coincidint amb l'exhibició del Guernica de Pablo Picasso. S'autoexilià a França, i l'any 1938 marxà a Amèrica acompanyant la cantant Conxita Badia en una gira de concerts pel Brasil i l'Argentina. Posteriorment continuà la seva carrera de pianista acompanyant Manuel de Falla a Buenos Aires i fent de solista a l'Uruguai, Xile, Perú, Panamà, Veneçuela i Mèxic. Acabada la guerra, Vilalta decidí de romandre exiliat, i debutà al Town Hall de Nova York i al famós Carnegie Hall, on va ser elogiat com el millor pianista de la temporada: romangué durant més de sis anys als Estats Units actuant en les sales de l'empresari Samuel Hurok. De tornada a Mèxic el 1947, Vilalta celebrà 36 concerts a la Televisió XEW de la capital amb una orquestra simfònica dirigida per Raul Lavista. Després d'un nou pas pels Estats Units i una gira per l'Amèrica del Sud, l'any 1953 s'instal·là definitivament a Torreón a l'Estat de Coahuila (Mèxic). En aquesta població creà i dirigí el Patronato Lagunero Pro Arte y Cultura, que impulsà activitats artístiques i promogué concerts (amb artistes com José Iturbi, Aleksander Slobodyanik, Jean-Pierre Rampal i Victor Tretyakov) que donaren a la població anomenada internacional. També hi dirigí els cors del "Colegio La Luz" i el de l'"Instituto Francés de la Laguna". En el curs 1982-1983 va fer una sèrie de concerts, i quan la mort el colpí n'havia de fer una altra (als 79 anys!).
Com a compositor, hom li ha atribuït la sardana Borges Blanques.

## Gravacions
- En rotlle de pianola
  - El Albaicín (Suite Ibèria), d'Isaac Albéniz (Alemanya: Hupfeld, s.a.)
  - Almería (Suite Ibèria), d'Isaac Albéniz (Alemanya: Hupfeld, s.a.)
  - Evocación (Suite Ibèria), d'Isaac Albéniz (Alemanya: Hupfeld, s.a.)
  - Triana (Suite Ibèria), d'Isaac Albéniz (Alemanya: Hupfeld, s.a.)
- En Disc "de pedra", o de 78 r.p.m.
  - El cant dels ocells; Cançó de Maria, amb la veu de Conxita Supervia (Barcelona: Gramófono Odeón, 1931. Ref. 184229 Odeón)
  - Cuba; Cádiz, d'Isaac Albéniz (São Paulo: Odeón, s.a. Ref. C-7336 Odeón)
  - Granada; Cádiz, d'Isaac Albéniz (Buenos Aires: Odeón, 1940. Ref. 177265)
  - Aragón; Castilla, d'Isaac Albéniz (Buenos Aires: Odeón, 1940. Ref. 177267)
  - Sevilla; Cuba, d'Isaac Albéniz (Buenos Aires: Odeón, 1940. Ref. 177268)
  - Torre Bermeja, d'Isaac Albéniz (Buenos Aires: Odeón, 1940. Ref. 177269)
- En Disc compacte (reedició d'antigues gravacions)
  - Serranilla de Joaquín Rodrigo, Cançó de Maria de Joan Lamote de Grignon, L'hora gris de Frederic Mompou i El vito, Paño murciano i El cant dels ocells de Joaquim Nin; totes les peces amb la veu de Conxita Supervia, gravacions originals d'Odeon del 1931 (The Complete Conchita Supervia Vol 3 - Parlophone and Odeon 1930-1932  Marston, 2008. Ref. 520602)